# 농업협동조합 (일본)
일본의 농업협동조합(農業協同組合, 일본어: のうぎょうきょうどうくみあい, 農協, 약칭: 농협(農協-のうきょう)）은 일본의 농민과 소규모 농업 법인에 의해 조직된 농업협동조합이다. 전국농업협동조합중앙회가 주관하는 농협그룹(종합 농협)을 JA(제이 에이, Japan Agricultural Cooperatives)라고 부른다.

## 조직
대한민국의 농협과 비슷하게 일본에서는 농협이 신용지주(JA신용), 경제지주(JA경제)로 나뉘어 있다. 그리고 일본의 농협 도·도·부·현본부는 대한민국의 농협이 농협중앙회 ○○지역본부(○○는 시·도명)라고 하는 것과 비슷하게 JA전농○○(○○는 도·도·부·현명)이라고 한다. 반면 한국 농협은 모든 자치시, 자치군, 행정시에 시·군 지부를 두고 있으나, 일본 농협은 이러한 개념이 존재하지 않는다.

## 주요 사업
- 경제사업 - 조합원의 농산물을 판매한다.
  - 주유소(JA-SS)[3]
- 신용사업
  - JA뱅크(JAバンク)운영.